# Брюллов Олександр Павлович
Олекса́ндр Па́влович Брюлло́в  (нар. 29 листопада (10 грудня) 1798, Санкт-Петербург — 9 (21) січня 1877, Санкт-Петербург) — російський архітектор і художник-аквареліст. Представник пізнього класицизму. Член кількох Академій мистецтв: петербурзької (з 1831 — академік, з 1832 — професор), міланської та паризької.

## Біографічні відомості
Брат Карла Брюллова. У 1810—1824 роках навчався в Академії мистецтв у Санкт-Петербурзі. Удосконалював майстерність у Німеччині, Італії, Франції.

## Творчість
За проектом Брюллова збудовано: 1834 року — пам'ятник Олександрові Казарському на Малому (Мічманському) бульварі в Севастополі, 1841 року — бронзову стелу в Полтаві на місці відпочинку Петра I після Полтавської битви.
Автор конкурсних проектів пам'ятників князеві Володимиру в Києві (1830-і роки), на місці Полтавської битви (1849).

## Олександр Брюллов і Тарас Шевченко
Разом із Тарасом Шевченком брав участь в ілюструванні збірника «Сто русских литераторов» (том 2, СПБ, 1841). Поет згадував про Брюллова в повістях «Художник» і «Близнецы», подарував йому офорт «Вірсавія» з написом «Александру Павловичу Брюллову Т. Шевченко 1860 года 4 сентября».